# Discografia lui Nelly Furtado
Nelly Furtado a devenit cunoscută datorită albumului de debut, Whoa, Nelly!, și a single-ului I'm like a Bird care a fost nominalizată la premiile Grammy și premiile Juno. De pe album au mai fost promovate melodiile Turn off the Light și Shit on the Radio (Remember the Days). Al doilea album, Folklore a avut mai puțin succes, Powerless (Say What You Want) și Try devenind melodii de top40 în jurul lumii, dar ratând topul Hot 100. După ce a avut un copil, Nelly s-a reîntors în studio, lansând cel mai de succes album al ei, Loose, de pe care a promovat succese ca Promiscuous, Maneater, All Good Things (Come to an End) și cel mai de succes single al ei, Say it Right.

## Albume
| An   | Titlu                                                          | Poziții | Poziții | Poziții | Poziții | Poziții | Poziții | Poziții | Poziții | Poziții | Vânzări în toată lumea |
| An   | Titlu                                                          | U.S.    | CAN     | MEX     | UK      | GER     | NET     | IRE     | SWI     | AUS     | Vânzări în toată lumea |
| ---- | -------------------------------------------------------------- | ------- | ------- | ------- | ------- | ------- | ------- | ------- | ------- | ------- | ---------------------- |
| 2000 | Whoa, Nelly! - Album de studio - Lansat: 2000 - Format: CD     | 2       | 2       | 8       | 2       | 14      | 12      | 6       | 6       | 4       | 9,000,000              |
| 2003 | Folklore - Album de studio - Lansat: 2003 - Format: CD         | 38      | 18      | 4       | 11      | 4       | 7       | -       | 13      | 82      | 5,000,000              |
| 2006 | Loose - Album de studio - Lansat: 2006 - Formate: CD, download | 1       | 1       | 5       | 4       | 1       | 1       | 2       | 1       | 4       | 14,000,000             |

## Single-uri
| An               | Titlu                                   | Poziția maximă | Poziția maximă | Poziția maximă | Poziția maximă | Poziția maximă | Poziția maximă | Poziția maximă | Poziția maximă | Vânzări   | Album       |
| An               | Titlu                                   | U.S.           | CAN            | UK             | AUS            | GER            | SWI            | RO             | NED            | Vânzări   | Album       |
| ---------------- | --------------------------------------- | -------------- | -------------- | -------------- | -------------- | -------------- | -------------- | -------------- | -------------- | --------- | ----------- |
| 2000             | "I'm Like a Bird"                       | 9              | 1              | 5              | 2              | 41             | 17             | -              | 4              | 3,476,000 | Whoa Nelly! |
| 2001             | "Turn off the Light"                    | 5              | 7              | 4              | 7              | 31             | 2              | -              | 7              | 3,666,000 | Whoa Nelly! |
| 2001             | "Shit on the Radio (Remember the Days)" | —              | 14             | 18             | 53             | 67             | 43             | 16             | 7              |           | Whoa Nelly! |
| 2002             | "Hey, Man!"                             | —              | 20             | —              | —              | 49             | —              | 65             | 87             |           | Whoa Nelly! |
| 2003             | "Powerless (Say What You Want)"         | 109            | 6              | 13             | 37             | 8              | 16             | 16             | 5              |           | Folklore    |
| 2004             | "Try"                                   | —              | 9              | 15             | 61             | 31             | 25             | —              | 10             |           | Folklore    |
| 2004             | "Força"                                 | —              | 76             | 40             | —              | 9              | 5              | 57             | 3              |           | Folklore    |
| 2004             | "Explode"                               | —              | 86             | —              | —              | 34             | —              | —              | 13             |           | Folklore    |
| 2005             | "The Grass Is Green"                    | —              | —              | —              | —              | 65             | —              | —              | —              |           | Folklore    |
| 2006             | "Promiscuous" (featuring Timbaland)     | 1              | 1              | 3              | 2              | 6              | 6              | 2              | 9              | 5,048,000 | Loose       |
| 2006             | "Maneater"                              | 16             | 2              | 1              | 3              | 4              | 3              | 41             | 10             | 4,195,000 | Loose       |
| 2006             | "All Good Things (Come to an End)"      | 86             | 5              | 4              | 12             | 1              | 1              | 2              | 1              | 4,193,000 | Loose       |
| 2006             | "Say It Right"                          | 1              | 1              | 10             | 2              | 2              | 1              | 1              | 1              | 7,641,000 | Loose       |
| 2006             | "Te Busqué" (featuring Juanes)          | —              | —              | —              | —              | 16             | 79             | 22             | 4              |           | Loose       |
| 2007             | "In God's Hands"                        | —              | 11             | —              | —              | 33             | —              | —              | 15             |           | Loose       |
| 2007             | "Do It"                                 | 88             | 11             | —              | —              | 22             | 30             | 3              | 16             |           | Loose       |
| Hituri #1        | Hituri #1                               | 2              | 3              | 1              | 0              | 1              | 2              | 1              | 2              |           |             |
| Hituri de top 10 | Hituri de top 10                        | 4              | 8              | 6              | 5              | 6              | 6              | 4              | 11             |           |             |
| Hituri de top 20 | Hituri de top 20                        | 5              | 12             | 9              | 5              | 7              | 8              | 6              | 14             |           |             |

### Colaborări
| An   | Titlu                                         | Poziția maximă | Poziția maximă | Poziția maximă | Poziția maximă | Poziția maximă | Poziția maximă | Poziția maximă | Poziția maximă |
| An   | Titlu                                         | U.S.           | CAN            | UK             | AUS            | GER            | SWI            | RO             | NED            |
| ---- | --------------------------------------------- | -------------- | -------------- | -------------- | -------------- | -------------- | -------------- | -------------- | -------------- |
| 2002 | "Ching Ching" (Ms. Jade w/ Nelly)             | —              | —              | —              | —              | —              | —              | —              | —              |
| 2002 | "Breathe" (Swollen Members w/ Nelly           | —              | 1              | —              | —              | —              | —              | —              | —              |
| 2003 | "Fotografía" (Juanes w/ Nelly)                | 116            | —              | —              | —              | 1              | 1              | 1              | 1              |
| 2007 | "Give It to Me" (Timbaland, Nelly and Justin) | 1              | 1              | 1              | 16             | 3              | 6              | 2              | 7              |